# Gallinula comeri
La gallineta de Gough (Gallinula comeri) es una especie de ave gruiforme de la familia Rallidae que habita únicamente en dos remotas islas del Atlántico sur, la isla de Gough y Tristán de Acuña. Debe su nombre científico al explorador polar estadounidense George Comer que informó por primera vez de su existencia en 1888.

## Descripción
La gallineta de la Gough es similar a la gallineta común (Gallinula chloropus), aunque de menor tamaño, más corpulenta y con las alas más cortas, por lo que apenas puede volar. Su pico es rojo en la parte superior y amarillo en la punta y presenta un prominente escudo frontal también rojo.

## Distribución y taxonomía
La gallineta de Cough originalmente era endémica de la isla de Gough, pero fue introducida también en la isla Tristán de Acuña en 1956. Anteriormente existía otra gallineta (Gallinula nesiotis) que se había extinguido en Tristán de Acuña. Los estudios de secuencias de ADN de ambas gallinetas recolectados de material histórico realizados por Groenenberg et al (2008) concluyeron que la distancia genética entre G. nesiotis y G. comeri es al menos la misma que la existente entre las subespecies de G. chloropus. Se ha propuesto que la extinta gallineta de Tristán de Acuña y la que vive actualmente en Gough y Tristán de Acuña (G. comeri) sean consideradas subespecies, pero actualmente están clasificadas como especies separadas.

## Estado de conservación
En la isla Gough parece que el futuro de esta ave está asegurado al ser una reserva natural Patrimonio de la Humanidad. A mediados de la década de 1990 se estimaba que existían unas 2500 parejas reproductoras en la isla de Gough. Se considera a la isla Gough el ecosistema isleño de clima frío sin perturbaciones del Átlántico sur y alberga las colonias de aves marinas más importantes del mundo, con 54 especies de aves presentes, 22 especies reproductoras, de las cuales 4 están son especies amenazadas. Sin embargo en Tristán de Acuña no se considera una especie nativa y por ello no está protegida.